# Cratere Couture
Il Cratere Couture è un lago situato nel nord del Québec, in Canada.
Gran parte del lago copre un cratere d'impatto del diametro di circa 8 km. L'età del cratere è stata stimata dai 430 ai 25 milioni di anni (il che lo pone in età siluriana).